# Anisodes heterostigma
Anisodes heterostigma är en fjärilsart som beskrevs av Paul Dognin 1912. Anisodes heterostigma ingår i släktet Anisodes och familjen mätare. Inga underarter finns listade i Catalogue of Life.